# Lijst van gouverneurs van Virginia
Dit is een lijst met gouverneurs van de Amerikaanse staat Virginia. Volgens de grondwet van de staat kan een gouverneur na afloop van zijn termijn niet direct herkozen worden. Hij kan zich wel in een latere verkiezing opnieuw kandidaat stellen. 

## Gouverneurs van Virginia (1776–1811)
| Nr. | Gouverneur | Gouverneur                       | Termijn                             | Partij                   |
| --- | ---------- | -------------------------------- | ----------------------------------- | ------------------------ |
| 1   |            | Patrick Henry (1736–1799) (1x)   | 6 juli 1776 – 1 juni 1779           | Partijloos               |
| 2   |            | Thomas Jefferson (1743–1826)     | 1 juni 1779 – 4 juni 1781           | Partijloos               |
| 3   |            | William Fleming (1727–1795)      | 4 juni 1781 – 12 juni 1781          | Partijloos               |
| 4   |            | Thomas Nelson, Jr. (1738–1789)   | 12 juni 1781 – 22 november 1781     | Partijloos               |
| -   |            | David Jameson (1723–1793)        | 22 november 1781 – 1 december 1781  | Partijloos               |
| 5   |            | Benjamin Harrison V (1726–1791)  | 1 december 1781 – 30 november 1784  | Partijloos               |
| 6   |            | Patrick Henry (1736–1799) (2x)   | 30 november 1784 – 30 november 1786 | Partijloos               |
| 7   |            | Edmund Randolph (1753–1813)      | 30 november 1786 – 12 november 1788 | Partijloos               |
| 8   |            | Beverley Randolph (1754–1797)    | 12 november 1788 – 1 december 1791  | Partijloos               |
| 9   |            | Henry Lee III (1756–1818)        | 1 december 1791 – 1 december 1794   | Federalist               |
| 10  |            | Robert Brooke (ca. 1751–1800)    | 1 december 1794 – 30 november 1796  | Democratisch-Republikein |
| 11  |            | James Wood (1741–1813)           | 30 november 1796 – 19 december 1799 | Democratisch-Republikein |
| -   |            | Hardin Burnley                   | 1799                                | Partijloos               |
| -   |            | John Pendleton, Jr.              | 1799                                | Partijloos               |
| 12  |            | James Monroe (1758–1831)         | 19 december 1799 – 29 december 1802 | Democratisch-Republikein |
| 13  |            | John Page (1743–1808)            | 29 december 1802 – 11 december 1805 | Democratisch-Republikein |
| 14  |            | William H. Cabell (1772–1853)    | 11 december 1805 – 12 december 1808 | Democratisch-Republikein |
| 15  |            | John Tyler, Sr. (1747–1813)      | 12 december 1808 – 15 januari 1811  | Democratisch-Republikein |
| -   |            | George William Smith (1762–1811) | 15 januari 1811 – 19 januari 1811   | Democratisch-Republikein |

## Gouverneurs van Virginia (1811–heden)
| Nr.   | Gouverneur van Virginia Governor of Virginia | Gouverneur van Virginia Governor of Virginia | Gouverneur van Virginia Governor of Virginia | Ambtstermijn      | Ambtstermijn      | Partij(en)   | Verkiezing(en) |
| ----- | -------------------------------------------- | -------------------------------------------- | -------------------------------------------- | ----------------- | ----------------- | ------------ | -------------- |
| 16    |                                              | James Monroe                                 | James Monroe (1758–1831)                     | 20 januari 1811   | 3 april 1811      | DR           | 1810           |
| 17    |                                              | George William Smith                         | George William Smith (1762–1811)             | 3 april 1811      | 26 december 1811  | DR           | 1810           |
| 17    | DR                                           | George William Smith                         | George William Smith (1762–1811)             | 3 april 1811      | 26 december 1811  | 1811         |                |
| [ 3 ] |                                              | Peyton Randolph                              | Peyton Randolph (1779–1828)                  | 26 december 1811  | 4 januari 1812    | 1811         | DR             |
| 18    |                                              | James Barbour                                | James Barbour (1775–1842)                    | 4 januari 1812    | 10 december 1814  | DR           | 1812           |
| 18    | 1813                                         | James Barbour                                | James Barbour (1775–1842)                    | 4 januari 1812    | 10 december 1814  | DR           |                |
| 19    |                                              | Wilson Nicholas                              | Wilson Nicholas (1761–1820)                  | 10 december 1814  | 10 december 1816  | DR           | 1814           |
| 19    | 1815                                         | Wilson Nicholas                              | Wilson Nicholas (1761–1820)                  | 10 december 1814  | 10 december 1816  | DR           |                |
| 20    |                                              | James Preston                                | James Preston (1774–1843)                    | 10 december 1816  | 10 december 1819  | DR           | 1816           |
| 20    | 1817                                         | James Preston                                | James Preston (1774–1843)                    | 10 december 1816  | 10 december 1819  | DR           |                |
| 20    | 1818                                         | James Preston                                | James Preston (1774–1843)                    | 10 december 1816  | 10 december 1819  | DR           |                |
| 21    |                                              | Thomas Randolph                              | Thomas Randolph (1768–1828)                  | 10 december 1819  | 10 december 1822  | DR           | 1819           |
| 21    | 1820                                         | Thomas Randolph                              | Thomas Randolph (1768–1828)                  | 10 december 1819  | 10 december 1822  | DR           |                |
| 21    | 1821                                         | Thomas Randolph                              | Thomas Randolph (1768–1828)                  | 10 december 1819  | 10 december 1822  | DR           |                |
| 22    |                                              | James Pleasants                              | James Pleasants (1769–1836)                  | 10 december 1822  | 10 december 1825  | DR           | 1822           |
| 22    | 1823                                         | James Pleasants                              | James Pleasants (1769–1836)                  | 10 december 1822  | 10 december 1825  | DR           |                |
| 22    | 1824                                         | James Pleasants                              | James Pleasants (1769–1836)                  | 10 december 1822  | 10 december 1825  | DR           |                |
| 23    |                                              | John Tyler                                   | John Tyler (1790–1862)                       | 10 december 1825  | 4 maart 1827      | DR           | 1825           |
| 23    | 1826                                         | John Tyler                                   | John Tyler (1790–1862)                       | 10 december 1825  | 4 maart 1827      | DR           |                |
| 23    | 1827                                         | John Tyler                                   | John Tyler (1790–1862)                       | 10 december 1825  | 4 maart 1827      | DR           |                |
| 24    |                                              | William Giles                                | William Giles (1762–1830)                    | 4 maart 1827      | 4 maart 1830      | DR (1827–28) |                |
| 24    |                                              | William Giles                                | William Giles (1762–1830)                    | 4 maart 1827      | 4 maart 1830      | D (1828–30)  | 1828           |
| 25    |                                              | John Floyd                                   | John Floyd (1783–1837)                       | 4 maart 1830      | 31 maart 1834     | D            | 1829           |
| 26    |                                              | Littleton Tazewell                           | Littleton Tazewell (1774–1860)               | 31 maart 1834     | 31 maart 1836     | D            | 1833           |
| [ 3 ] |                                              | Wyndham Robertson                            | Wyndham Robertson (1803–1888)                | 31 maart 1836     | 31 maart 1837     | W            | 1833           |
| 27    |                                              | David Campbell                               | David Campbell (1779–1859)                   | 31 maart 1837     | 31 maart 1840     | D            | 1836           |
| 36    |                                              | Thomas Gilmer                                | Thomas Gilmer (1802–1844)                    | 31 maart 1840     | 4 maart 1841      | W            | 1839           |
| [ 3 ] |                                              | John Mercer Patton                           | John Mercer Patton (1797–1858)               | 4 maart 1841      | 31 maart 1841     | W            | 1839           |
| [ 3 ] |                                              | John Rutherfoord                             | John Rutherfoord (1792–1866)                 | 31 maart 1841     | 31 maart 1842     | D            | 1839           |
| [ 3 ] |                                              | John Munford Gregory                         | John Munford Gregory (1804–1884)             | 31 maart 1842     | 1 januari 1843    | W            | 1839           |
| 29    |                                              | James McDowell                               | James McDowell (1795–1851)                   | 1 januari 1843    | 1 januari 1846    | D            | 1842           |
| 30    |                                              | William Smith                                | William Smith (1797–1887)                    | 1 januari 1846    | 1 januari 1849    | D            | 1845           |
| 31    |                                              | John Floyd                                   | John Floyd (1806–1863)                       | 1 januari 1849    | 1 januari 1852    | D            | 1848           |
| 32    |                                              | Joseph Johnson                               | Joseph Johnson (1785–1877)                   | 1 januari 1852    | 1 januari 1856    | D            | 1851           |
| 33    |                                              | Henry Wise                                   | Henry A. Wise (1806–1876)                    | 1 januari 1856    | 1 januari 1860    | D            | 1855           |
| 34    |                                              | John Letcher                                 | John Letcher (1813–1884)                     | 1 januari 1860    | 15 mei 1861       | D            | 1859           |
| 35    |                                              | Francis Harrison Pierpont                    | Francis Harrison Pierpont (1814–1899)        | 15 mei 1861       | 4 april 1868      | R            | 1859           |
| 35    | R                                            | Francis Harrison Pierpont                    | Francis Harrison Pierpont (1814–1899)        | 15 mei 1861       | 4 april 1868      | 1863         |                |
| [ 3 ] |                                              | Henry Wells                                  | Henry Wells (1823–1900)                      | 4 april 1868      | 20 september 1869 | 1863         | R              |
| 36    |                                              | Gilbert Walker                               | Gilbert Walker (1833–1885)                   | 20 september 1869 | 1 januari 1874    | 1863         | R (1869)       |
| 36    | D (1869–74)                                  | Gilbert Walker                               | Gilbert Walker (1833–1885)                   | 20 september 1869 | 1 januari 1874    | 1863         |                |
| 36    | 1869                                         | Gilbert Walker                               | Gilbert Walker (1833–1885)                   | 20 september 1869 | 1 januari 1874    |              |                |
| 37    |                                              | James Kemper                                 | James Kemper (1823–1895)                     | 1 januari 1874    | 1 januari 1878    | D            | 1873           |
| 38    |                                              | Frederick Holliday                           | Frederick Holliday (1828–1899)               | 1 januari 1878    | 1 januari 1882    | D            | 1877           |
| 39    |                                              | William Cameron                              | William Cameron (1842–1927)                  | 1 januari 1882    | 1 januari 1886    | RP           | 1881           |
| 40    |                                              | Fitzhugh Lee                                 | Fitzhugh Lee (1835–1905)                     | 1 januari 1886    | 1 januari 1890    | D            | 1885           |
| 41    |                                              | Philip McKinney                              | Philip McKinney (1832–1899)                  | 1 januari 1890    | 1 januari 1894    | D            | 1889           |
| 42    |                                              | Trip O'Ferrall                               | Trip O'Ferrall (1840–1905)                   | 1 januari 1894    | 1 januari 1898    | D            | 1893           |
| 43    |                                              | James Hoge Tyler                             | James Hoge Tyler (1846–1925)                 | 1 januari 1898    | 1 februari 1902   | D            | 1897           |
| 44    |                                              | Jack Montague                                | Jack Montague (1862–1937)                    | 1 februari 1902   | 1 februari 1906   | D            | 1901           |
| 45    |                                              | Claude Swanson                               | Claude Swanson (1862–1939)                   | 1 februari 1906   | 1 februari 1910   | D            | 1905           |
| 46    |                                              | William Mann                                 | William Mann (1843–1927)                     | 1 februari 1910   | 1 februari 1914   | D            | 1909           |
| 47    |                                              | Henry Carter Stuart                          | Henry Carter Stuart (1855–1933)              | 1 februari 1914   | 1 februari 1918   | D            | 1913           |
| 48    |                                              | Westmoreland Davis                           | Westmoreland Davis (1859–1942)               | 1 februari 1918   | 1 februari 1922   | D            | 1917           |
| 49    |                                              | Elbert Trinkle                               | Elbert Trinkle (1876–1939)                   | 1 februari 1922   | 1 februari 1926   | D            | 1921           |
| 50    |                                              | Harry Byrd sr.                               | Harry Byrd sr. (1887–1966)                   | 1 februari 1926   | 15 januari 1930   | D            | 1925           |
| 51    |                                              | John Pollard                                 | John Pollard (1871–1937)                     | 15 januari 1930   | 18 januari 1934   | D            | 1929           |
| 52    |                                              | George Peery                                 | George Peery (1873–1952)                     | 18 januari 1934   | 20 januari 1938   | D            | 1933           |
| 53    |                                              | James Price                                  | James Price (1878–1943)                      | 20 januari 1938   | 20 januari 1942   | D            | 1937           |
| 54    |                                              | Colgate Darden                               | Colgate Darden (1897–1981)                   | 20 januari 1942   | 16 januari 1946   | D            | 1941           |
| 55    |                                              | William Tuck                                 | William Tuck (1896–1983)                     | 16 januari 1946   | 18 januari 1950   | D            | 1945           |
| 56    |                                              | John Battle                                  | John Battle (1890–1972)                      | 18 januari 1950   | 20 januari 1954   | D            | 1949           |
| 57    |                                              | Thomas Stanley                               | Thomas Stanley (1890–1970)                   | 20 januari 1954   | 10 januari 1958   | D            | 1953           |
| 58    |                                              | Lindsay Almond                               | Lindsay Almond (1898–1986)                   | 10 januari 1958   | 12 januari 1962   | D            | 1957           |
| 59    |                                              | Albertis Harrison                            | Albertis Harrison (1907–1995)                | 12 januari 1962   | 16 januari 1966   | D            | 1961           |
| 60    |                                              | Mills Godwin                                 | Mills Godwin (1914–1999)                     | 16 januari 1966   | 17 januari 1970   | D            | 1965           |
| 61    |                                              | Linwood Holton                               | Linwood Holton (1923–2021)                   | 17 januari 1970   | 12 januari 1974   | R            | 1969           |
| 62    |                                              | Mills Godwin                                 | Mills Godwin (1914–1999)                     | 12 januari 1974   | 14 januari 1978   | R            | 1973           |
| 63    |                                              | John Dalton                                  | John Dalton (1931–1986)                      | 14 januari 1978   | 16 januari 1982   | R            | 1977           |
| 64    |                                              | Chuck Robb                                   | Chuck Robb (1939)                            | 16 januari 1982   | 15 januari 1986   | D            | 1981           |
| 65    |                                              | Gerald Baliles                               | Gerald Baliles (1940–2019)                   | 18 januari 1986   | 15 januari 1990   | D            | 1985           |
| 66    |                                              | Douglas Wilder                               | Douglas Wilder (1931)                        | 13 januari 1990   | 15 januari 1994   | D            | 1989           |
| 67    |                                              | George Allen                                 | George Allen (1952)                          | 15 januari 1994   | 12 januari 1998   | R            | 1993           |
| 68    |                                              | Jim Gilmore                                  | Jim Gilmore (1949)                           | 12 januari 1998   | 12 januari 2002   | R            | 1997           |
| 69    |                                              | Mark Warner                                  | Mark Warner (1954)                           | 12 januari 2002   | 14 januari 2006   | D            | 2001           |
| 70    |                                              | Tim Kaine                                    | Tim Kaine (1958)                             | 14 januari 2006   | 16 januari 2010   | D            | 2005           |
| 71    |                                              | Bob McDonnell                                | Bob McDonnell (1954)                         | 16 januari 2010   | 14 januari 2014   | R            | 2009           |
| 72    |                                              | Terry McAuliffe                              | Terry McAuliffe (1957)                       | 14 januari 2014   | 13 januari 2018   | D            | 2013           |
| 73    |                                              | Ralph Northam                                | Ralph Northam (1959)                         | 13 januari 2018   | 15 januari 2022   | D            | 2017           |
| 74    |                                              | Glenn Youngkin                               | Glenn Youngkin (1966)                        | 15 januari 2022   | huidig            | R            | 2021           |

(D): Democraat · (R): Republikein · (O): Onafhankelijk